# المذنب (فلم 2018)
المذنب (بالإنجليزية: The Guilty) هو فيلم جريمة وإثارة دنماركي من إنتاج 2018 وتم أختياره ليمثل الدنمارك في جائزة الأوسكار لأفضل فيلم بلغة أجنبية. حصل الفيلم على إيرادات بلغت 3.4 مليون دولار.